# Лейпольд, Якоб
Якоб Лейпольд (25 июля 1674, Планиц (Цвиккау), Саксония — 12 января 1727, Лейпциг) — немецкий физик, математик и специалист в области механики, с 1715 года член Берлинской академии наук. В своём творчестве уделял много времени не только теоретической науке, но и изобретениям, а также — усовершенствованием инструментов, математических приборов и оборудования для горнорудной промышленности.

## Вклад в науку
Основной массив публикаций Якоба Лейпольда посвящён механике и общей теории машин. Главным трудом считается многотомная энциклопедия «Театр машин», которое он начал писать в 1720 году. Этот фолиант считается первым в мире систематическим обзором достижений инженерной механики. Энциклопедия публиковалось с 1724 по 1739 годы при материальной помощи русского императора Петра I. Несколько томов были опубликован посмертно. В ходе теоретического описывая механизмов занимался их анализом и сбором сведений о существовавших в те времена разработках.

## Биография
Родился в семье скульптора Георга Лейпольда (1647—1707) и Магдалены Лейпольд, с раннего детства проявлял интерес к механическим устройствам.
Перед тем, как начинать освоение наук работал подмастерьем. Получил начальное образование в латинской школе в Цвиккау, затем изучал теологию в Йенском и Витенбергском университетах. Основной массив знаний по механике и математике получил с помощью самостоятельной подготовки и посещая лекции известных астрономов и математиков, среди прочего Эрхарда Вайгеля.
Прервав изучение теологии, в 1696 году Якоб Лейпольд был принят в Лейпцигский университет, и чтобы получить средства к существованию, преподавал частным образом математику, затем устроился экономом в городской госпиталь Святого Георга. Его попытки получить место при Лейпцигском университете, однако, были безуспешны, и в 1715 году он открыл собственную механическую мастерскую. С другой стороны, высокое качество его работ принесло ему знакомство с Христианом Вольфом и, в конечном итоге, членство в Берлинской академии наук. В 1725 году Лейпольд был назначен правительственным комиссаром рудников и шахт. Умер в 1727 году из-за болезни заканчивая восьмой том своей энциклопедии «Театр машин».